# Guillem Arnau i Patau
Guillem Arnau i Patau o Guillem Arnau de Patau (?, ? — la Seu d'Urgell, 1364) fou un religiós amb el títol de bisbe d'Urgell i vuitè copríncep d'Andorra (1361-1364).
Segurament tenia les seves arrels familiars a Vilafranca de Conflent i a Vernet. Fou doctor en drets, degà d'Urgell i vicari general del seu antecessor, Hug Desbac.
Del seu bisbat en destaca la celebració d'un sínode el 1362. També en destaca la cessió de l'església de Sant Miquel, situada prop de la catedral, on Ermengol havia fundat una col·legiata canonical, perquè els dominics que tenien el convent fora la població hi traslladessin el seu convent.